# 奥肯法则
奥肯法则（Okun's Law），也称为奥肯定律，指的是实际经济增长率与失业率变动之间的反向相关关系，即经济增长率越高，失业率就越低。它由亞瑟·奧肯在1962年提出。尽管这是一个从数据总结出的经验规律，同时在不同国家不同时期往往有着不同的形式，但它对于政策制定者的指导以及在菲利普斯曲线曲线的导出当中都起到了重要作用。

## 内容
在原文章中奥肯对于其定律的陈述是：“2%的产出增长会带来1%的短期失业率下降；同时提高劳动参与率0.5%，员工平均工时0.5%，员工每小时产量1%。”而现代对于其的描述以如下公式为主：
其中间隔年的表述形式可以写作：
{\displaystyle {\frac {{\overline {Y}}-Y}{\overline {Y}}}=c(u-{\overline {u}})}
其中：
- {\displaystyle Y} 是实际产出
- {\displaystyle {\overline {Y}}} 是潜在产出
- {\displaystyle u} 是实际失业率
- {\displaystyle {\overline {u}}} 是自然失业率
- {\displaystyle c} 产出随失业率变化的因子

但是在这个公式其中，一个国家的自然产出和自然失业率难以直接测量得到，所以也常会使用其变体，即产出变动和失业率变动的关系：
{\displaystyle {\frac {\Delta Y}{Y}}=k-c\Delta u\,}
其中：
- {\displaystyle Y} and {\displaystyle c} 同前定义（实际产出和变化因子）
- {\displaystyle \Delta Y} 是当期和上一期之间的实际产出变化
- {\displaystyle \Delta u} 是当期和上一期之间的实际失业率的变化
- {\displaystyle k} 是自然失业失业率下的实际产出增长率

对于现在的美国，k大概在3%左右，c大概在2，所以将其写作下式：
{\displaystyle {\frac {\Delta Y}{Y}}=0.03-2\Delta u.\,}
这个关系在过去的70-80年内符合得很好。

## 理论解释
实际就业水平依赖于实际总产出。短期社会总产出越多，其所要求的劳动力投入也就越多，自然会带来更低的失业率；同理当更多的人处于就业状态时，高于自然状态下的劳动要素会在生产函数中带来实际产量的提升。由于讨论的是短期波动关系，高于或者低于自然产出的状态都是不可持续的，同时对于以失业率为重要民生指标的政府和中央银行而言，它们也应该积极采取对策熨平周期项的波动。

## 对中国大陆经济描述的偏离
尽管奥肯法则在西方国家获得了较好的验证，但在中国大陆，GDP增长和失业率变动的关系一直不显著，这也引发了许多讨论。有学者认为这其中包含失业率对整体就业水平的不完全体现。在中国官方统计失业率属于城镇人口调查失业率，而在经济周期性衰退中丢掉工作的往往是进城务工的农民工，但这个数量庞大的群体却并不在失业率的统计当中。